# ヨハン・クリストフ・ゴットシェート

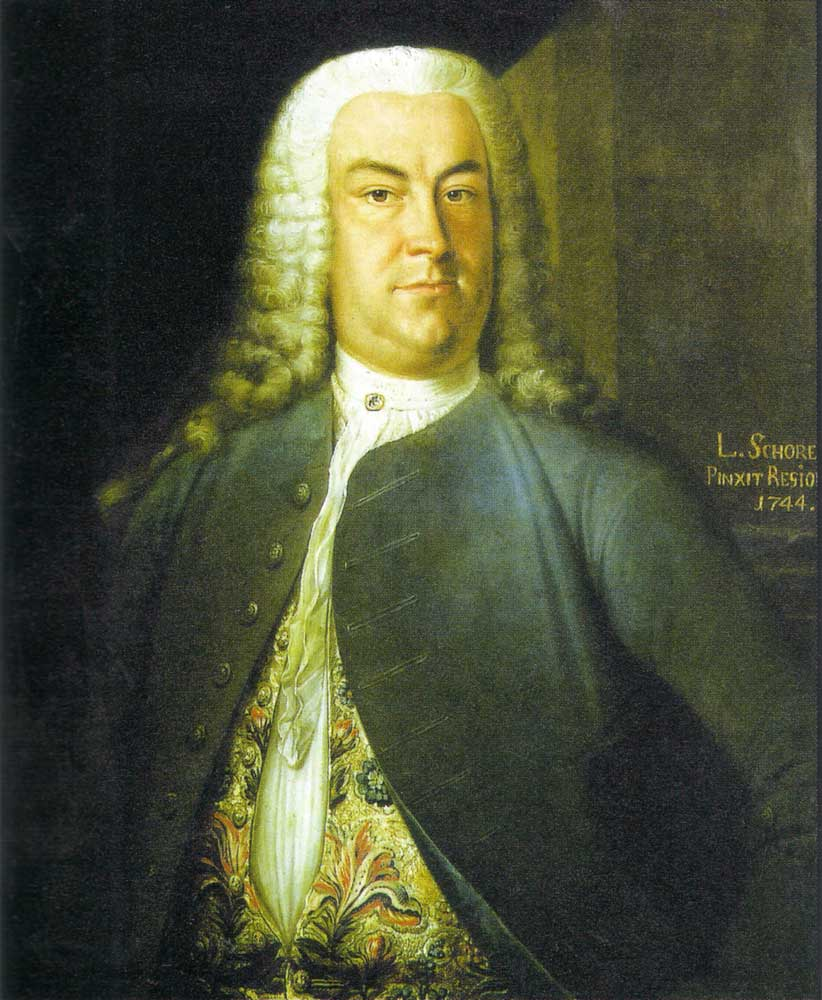
J・C・ゴットシェート

ヨハン・クリストフ・ゴットシェート（Johann Christoph Gottsched, 1700年2月2日 - 1766年12月12日）は、ドイツ啓蒙主義時代の重要な文学者および批評家である。

## 生涯
ゴットシェートは1700年2月2日、東プロイセンのケーニヒスベルク（現在のカリーニングラード）で牧師の子として生まれた。神学や哲学を学んだ後、ザクセン地方に移り、1734年からはライプツィヒ大学で詩学および哲学の教授を務めた。彼はフランスの合理主義思想を積極的に導入し、ゴットフリート・ライプニッツやクリスティアン・ヴォルフの哲学思想に連なる系譜に位置付けられる。1766年12月12日、ライプツィヒで没した。

## 文学・演劇改革の試み
ゴットシェートは当時のドイツにおける文学や演劇がバロック様式の歪曲や誇張に陥っている状況を批判し、その刷新を志した。彼は「文学の革新は全ドイツの共同の栄誉を目標とすべきである」という信念を抱いていた。当時のドイツ文学には確立された伝統が乏しいと考え、フランスの劇作家であるピエール・コルネイユやジャン・ラシーヌ、そして詩学においてはニコラ・ボアロー＝デプレオーを「良き趣味」の手本として推奨した。
特に演劇においては、正統派ルター派の教義において劇場が悪魔の説教壇と見なされがちであった時代にもかかわらず、その重要性を認識し、演劇の改革に尽力した。彼は俳優の社会的地位向上や演目内容の改善に貢献し、近代標準ドイツ語の純化と普及にも大きな功績を残した。啓蒙主義期には、劇場が美的・道徳的な国民教育の場としてその社会的価値を高めるべきであるという考え方が広まったが、ゴットシェートはその先駆者の一人であった。

## 論争と晩年
1727年から1740年頃にかけて、ゴットシェートの名声は非常に高かった。しかし、スイスのチューリヒ大学教授であるヨハン・ヤーコプ・ボードマー（Johann Jakob Bodmer）やヨハン・ヤーコプ・ブライティンガー（Johann Jakob Breitinger）との間で文学理論を巡る激しい論争を繰り広げた。ボードマーらはイギリスの詩人ジョン・ミルトンを文学の模範とすべきだと主張し、ゴットシェートが提唱するフランス古典主義に対して、イギリス感覚主義や中世文学の再評価を主張した。この論争を境に、ゴットシェートの名声は低下し、「学問を鼻にかける愚物」の代名詞と見なされるようになり、一部からは軽蔑の対象となった。
彼の妻ルイーゼ・ゴットシェート（Luise Gottsched）は自ら喜劇を執筆するなど、彼の活動における良き協力者であった。また、女優のフリーデリケ・カロリーネ・ノイバー（Friederike Caroline Neuber）も当初はゴットシェートと協力関係にあったが、後に敵対するようになった。

## 主要著作
- 詩論・文学理論

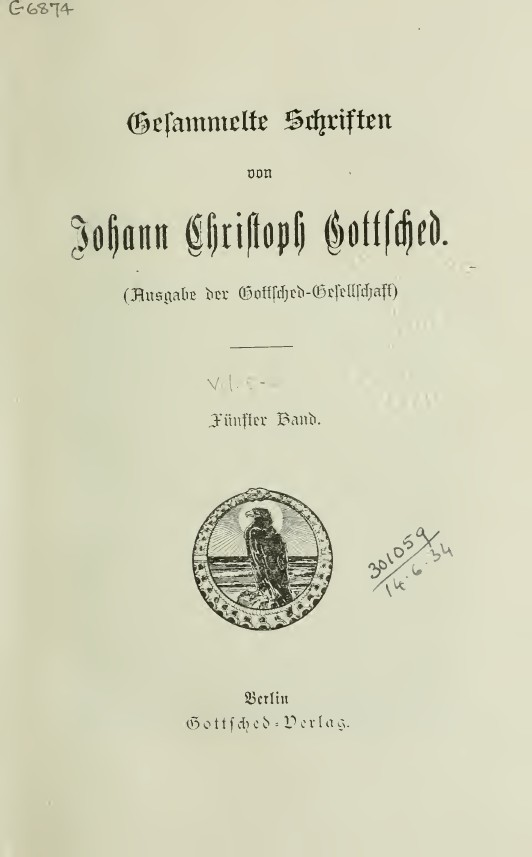
Gedichte

  - 『批判的作詩法の試み』（Versuch einer kritischen Dichtkunst） 1730年
  - 『ドイツの言語、詩学、雄弁術の批判的歴史への寄稿』（Beiträge zur kritischen Historie der deutschen Sprache, Poesie und Beredsamkeit） 1732年 - 1744年
  - 『ドイツ語学』（Deutsche Sprachkunst） 1748年
- 演劇関連
  - 『ドイツ演劇詩史のための必要な資料』（Nötiger Vorrat zur Geschichte der deutschen dramatischen Dichtkunst） 1757年 - 1765年
  - 悲劇『瀕死の加藤』（Der sterbende Cato） 1732年
  - 戯曲集『ドイツの舞台』（Deutsche Schaubühne） 1740年 - 1745年